# Knattspyrnufélagið Víkingur 2024
Questa voce raccoglie le informazioni riguardanti il Knattspyrnufélagið Víkingur nelle competizioni ufficiali della stagione 2024.

## Stagione
- In campionato il Víkingur conclude sia il girone di andata che di ritorno al primo posto. Si qualifica pertanto alla poule scudetto. Il 27 ottobre, in una sorta di finale scudetto, il Víkingur viene sconfitto per 3-0 in casa dal Breiðablik, che pertanto diviene campione d'Islanda. I rossoneri si qualificano alla UEFA Conference League 2025-2026.[3]
- In Coppa d'Islanda la squadra di Reykjavík giunge in finale contro il KA Akureyri, come nell'edizione precedente. La partita tuttavia si conclude con la vittoria del KA Akureyri per 2-0.
- In Coppa di Lega la squadra di Gunnlaugsson esce da imbattuta nella fase a gironi.[4]
- La Supercoppa d'Islanda vede trionfare il Víkingur, che si aggiudica il quarto titolo, ai rigori contro il Valur.[5]
- In Champions League gli islandesi vengono sconfitti al primo turno gli irlandesi dello Shamrock Rovers, perdendo 2-1 nella gara di ritorno – in cui il capitano Nikolaj Hansen fallisce un rigore al nono minuto di recupero – dopo che l'andata si era conclusa con un pari in bianco.[6]
- In Conference League il team campione d'Islanda affronta al secondo turno gli albanesi dell'Egnatia, vincendo col risultato complessivo di 2-1.[7] Al terzo turno tocca agli estoni del Flora Tallinn, che vengono eliminati con un punteggio aggregato di 3-2. Agli spareggi i campioni di Andorra dell'UE Santa Coloma si arrendono, virtualmente già nella gara d'andata, al Vikingur che vince 5-0 in casa e pareggia a reti inviolate in trasferta. Per la prima volta nella storia, il club accede alla fase finale di una competizione europea.[8] Il 24 ottobre, grazie al 3-1 inflitto ai belgi del Cercle Bruges, il Víkingur diventa la prima squadra islandese a vincere una partita di una fase finale.[9] Il 19 dicembre si conclude la stagione 2024 per il Víkingur, che si qualifica agli spareggi di Conference League chiudendo l'anno con un pareggio per 1-1 in casa degli austriaci del LASK.[10]

## Maglie e sponsor
Lo sponsor tecnico è Macron, mentre quello ufficiale è Húsasmiðjan, accompagnato dal logo di BMW.
| Casa | Trasferta | Europa |

## Rosa
Rosa dal sito ufficiale.
| N. |                        | Ruolo | Calciatore                   |
| -- | ---------------------- | ----- | ---------------------------- |
| 1  | Islanda (bandiera)     | P     | Ingvar Jónsson               |
| 2  | Islanda (bandiera)     | D     | Sveinn Gísli Þorkelsson      |
| 4  | Svezia (bandiera)      | D     | Oliver Ekroth                |
| 5  | Islanda (bandiera)     | D     | Jón Guðni Fjóluson           |
| 6  | Fær Øer (bandiera)     | D     | Gunnar Vatnhamar             |
| 7  | Islanda (bandiera)     | A     | Erlingur Agnarsson           |
| 8  | Islanda (bandiera)     | C     | Viktor Örlygur Andrason      |
| 9  | Islanda (bandiera)     | A     | Helgi Guðjónsson             |
| 10 | El Salvador (bandiera) | A     | Pablo Punyed (vice capitano) |
| 11 | Islanda (bandiera)     | C     | Gísli Þórðarson              |
| 12 | Islanda (bandiera)     | D     | Halldór Smári Sigurðsson     |
| 15 | Islanda (bandiera)     | C     | Bjarki Björn Gunnarsson      |
| 16 | Islanda (bandiera)     | P     | Jochum Magnússon             |
| 17 | Islanda (bandiera)     | C     | Ari Sigurpálsson             |
| 18 | Islanda (bandiera)     | C     | Óskar Örn Hauksson           |
| 19 | Islanda (bandiera)     | A     | Danijel Djurić               |

| N. |                      | Ruolo | Calciatore                 |
| -- | -------------------- | ----- | -------------------------- |
| 20 | Danimarca (bandiera) | C     | Tarik Ibrahimagic          |
| 21 | Islanda (bandiera)   | C     | Aron Þrándarson            |
| 22 | Islanda (bandiera)   | D     | Karl Friðleifur Gunnarsson |
| 23 | Danimarca (bandiera) | A     | Nikolaj Hansen (capitano)  |
| 24 | Islanda (bandiera)   | D     | Davíð Örn Atlason          |
| 25 | Islanda (bandiera)   | A     | Valdimar Þór Ingimundarson |
| 26 | Islanda (bandiera)   | C     | Jóhannes Dagur Geirdal     |
| 27 | Islanda (bandiera)   | A     | Matthías Vilhjálmsson      |
| 29 | Islanda (bandiera)   | A     | Hrannar Ingi Magnússon     |
| 30 | Islanda (bandiera)   | A     | Dadi Berg Jónsson          |
| 31 | Islanda (bandiera)   | C     | Jóhann Kanfory Tjörvason   |
| 80 | Islanda (bandiera)   | P     | Pálmi Rafn Arinbjörnsson   |
| 99 | Islanda (bandiera)   | P     | Uggi Jóhann Audunsson      |
|    | Islanda (bandiera)   | C     | Ari Jóhannesson            |
|    | Islanda (bandiera)   | A     | Arnór Borg Guðjohnsen      |
|    | Islanda (bandiera)   | A     | Sigurdur Steinar Björnsson |

## Risultati

### Besta Deild

#### Girone di andata
| Arbitro: | Gudmundsson |

|                                |           |  |
| Vatnhamar 45+2’ Guðjónsson 73’ | Marcatori |  |

| Arbitro: | Jónsson |

|  |           |               |
|  | Marcatori | 64’ Agnarsson |

| Arbitro: | Þórarinsson |

|                                             |           |                 |
| Sigurpálsson 18’, 78’ Hansen 20’ Djurić 20’ | Marcatori | 37’ Kristinsson |

| Arbitro: | Haflidason |

|                                             |           |                               |
| Djurić 20’, 62’ Hansen 36’ Þrándarson 45+1’ | Marcatori | 7’ Hauksson 76’ Adalsteinsson |

| Arbitro: | Thrastarson |

|                                          |           |                |
| Jónasson 27’ Pétursson 55’ Atlason 90+7’ | Marcatori | 58’ Þrándarson |

| Arbitro: | Eiríksson |

|                                 |           |  |
| Þrándarson 45+1’ Guðjónsson 84’ | Marcatori |  |

| Arbitro: | Thrastarson |

|             |           |                                                 |
| Songani 32’ | Marcatori | 4’, 35’ Djurić 45’ Sigurpálsson 90+5’ Agnarsson |

| Arbitro: | Eiríksson |

|  |           |                |
|  | Marcatori | 56’ Guðjónsson |

| Arbitro: | Thórdarson |

|                                                                                |           |                              |
| Þrándarson 14’ Agnarsson 18’ Guðjónsson 58’ Sigurpálsson 66’ K. Gunnarsson 79’ | Marcatori | 1’ Garðarsson 52’ Stefánsson |

| Arbitro: | Kristjánsson |

|                                     |           |                        |
| Sigurðsson 55’ (rig.), 90+4’ (rig.) | Marcatori | 35’, 58’ Ingimundarson |

| Arbitro: | Jónasson |

|                 |           |               |
| Vilhjálmsson 7’ | Marcatori | 39’ Bjarnason |

#### Girone di ritorno
| Arbitro: | Eiríksson |

|  |           |                                               |
|  | Marcatori | 10’ Hansen 23’ Gunnarsson 58’, 78’ Guðjónsson |

| Arbitro: | Gudmundsson |

|                              |           |               |
| Ingimundarson 20’ Djurić 39’ | Marcatori | 57’ Magnússon |

| Arbitro: | Thrastarson |

|                 |           |                 |
| Svanþórsson 77’ | Marcatori | 90+2’ Þórðarson |

| Arbitro: | Eiríksson |

|              |           |  |
| Hauksson 88’ | Marcatori |  |

| Arbitro: | Jónasson |

|                                                                               |           |          |
| Hansen 15’ Antonsson 40’ (aut.) Sigurpálsson 44’ Guðjónsson 77’ Vatnhamar 87’ | Marcatori | 19’ Nunn |

| Arbitro: | Thrastarson |

|                               |           |                                      |
| Halldórsson 8’ Sverrisson 11’ | Marcatori | 2’ Guðjónsson 65’, 80’ Ingimundarson |

| Arbitro: | Þórarinsson |

|                  |           |              |
| Ingimundarson 3’ | Marcatori | 83’ Hauksson |

| Arbitro: | Jónsson |

|                  |           |                           |
| Ingimundarson 6’ | Marcatori | 9’ Sigurdsson 38’ Jónsson |

| Arbitro: | Árnason |

|  |           |                                                   |
|  | Marcatori | 11’ Þórðarson 22’ Ingimundarson 38’ (rig.) Djurić |

| Arbitro: | Þrastarson |

|                                                        |           |                                       |
| Jóhannsson 66’ (aut.) Ibrahimagic 74’ Sigurpálsson 82’ | Marcatori | 23’ Sigurðsson 33’ (aut.) Ibrahimagic |

| Arbitro: | Eiríksson |

|  |           |                                                                       |
|  | Marcatori | 4’, 62’ Sigurpálsson 13’ Hansen 33’ Djurić 66’ Jónsson 82’ Guðjónsson |

#### Poule scudetto
| Arbitro: | Jónsson |

|                                  |           |  |
| Guðjónsson 13’, 73’ Andrason 90’ | Marcatori |  |

| Arbitro: | Þórarinsson |

|                            |           |                                          |
| Pedersen 43’ Sævarsson 51’ | Marcatori | 23’ Ingimundarson 69’, 90+4’ Ibrahimagic |

| Arbitro: | Þrastarson |

|                               |           |                             |
| Andrason 84’ D. Jónsson 90+6’ | Marcatori | 76’ Atlason 89’ Halldórsson |

| Arbitro: | Árnason |

|                                         |           |                                            |
| Vall 43’ Harðarson 45+1’ V. Jónsson 86’ | Marcatori | 47’, 88’ Agnarsson 75’ Hansen 90+5’ Djurić |

| Arbitro: | Þórarinsson |

|  |           |                                    |
|  | Marcatori | 38’, 50’ Þorvaldsson 80’ Bjarnason |

### Bikar karla
| Arbitro: | Ahmed |

|                                                           |           |              |
| Þrándarson 16’ Guðjónsson 68’ Sigurpálsson 80’ Hansen 82’ | Marcatori | 13’ Del Toro |

| Arbitro: | Stefánsson |

|                       |           |                                                           |
| Guðjónsson 69’ (aut.) | Marcatori | 30’ Djurić 53’ Agnarsson 87’ Ingimundarson 90+1’ Andrason |

| Arbitro: | Eiríksson |

|                                   |           |                          |
| Djurić 31’, 35’ Ingimundarson 58’ | Marcatori | 89’ (aut.) Arinbjörnsson |

| Arbitro: | Þórarinsson |

|            |                      |                    |
| Djurić 42’ | Marcatori            | 90+5’ Kristjánsson |
|            | Tiri di rigore 5 – 4 |                    |

| Arbitro: | Guðmundsson |

|                                 |           |  |
| Ekroth 37’ (aut.) Valsson 90+9’ | Marcatori |  |

### Deildabikar

#### Fase a gironi
| Arbitro: | Fridbertsson |

|                                           |           |                                 |
| Örn Atlason 18’ Djurić 57’ Guðjónsson 60’ | Marcatori | 17’, 31’ (rig.) Sowe 90+3’ Hoti |

| Arbitro: | Eiríksson |

|                                                  |           |           |
| Guðjónsson 15’ Hansen 58’, 60’ Ingimundarson 68’ | Marcatori | 74’ Cogic |

| Arbitro: | Eiríksson |

|                  |           |                       |
| Sigurpálsson 18’ | Marcatori | 90+2’ (rig.) Hauksson |

| Arbitro: | Þórarinsson |

|                |           |            |
| V. Jónsson 66’ | Marcatori | 90’ Hansen |

| Arbitro: | Thrastarson |

|  |           |                                                              |
|  | Marcatori | 27’ D. Jónsson 31’ Djurić 48’, 90+1’ Sigurpálsson 51’ Punyed |

### UEFA Champions League

#### Qualificazioni
| Reykjavík 9 luglio 2024, ore 20:45 CEST Primo turno – Andata | Víkingur  | 0 – 0 referto | Shamrock Rovers | Víkingsvöllur (1 108 spett.)\| Arbitro: \| Kringstad \| |
| Arbitro:                                                     | Kringstad |               |                 |                                                         |

| Arbitro: | Gillett |

|               |           |            |
| Kenny 8’, 20’ | Marcatori | 60’ Hansen |

### UEFA Conference League

#### Qualificazioni
| Arbitro: | Ellefsen |

|  |           |           |
|  | Marcatori | 33’ Dramé |

| Arbitro: | Veríssimo |

|  |           |                                   |
|  | Marcatori | 28’ (aut.) Dulysse 48’ Þrándarson |

| Arbitro: | Ghaltakhchyan |

|                   |           |                  |
| Ingimundarson 40’ | Marcatori | 21’ (rig.) Lepik |

| Arbitro: | Očenáš |

|             |           |                          |
| Soomets 52’ | Marcatori | 6’ Þrándarson 36’ Hansen |

| Arbitro: | Čulina |

|                                                                  |           |  |
| Hansen 29’, 90+6’ Ingimundarson 53’ (rig.), 75’ G. Vatnhamar 66’ | Marcatori |  |

| Andorra la Vella 29 agosto 2024, ore 20:00 CEST Spareggi – Ritorno | UE Santa Coloma | 0 – 0 referto | Víkingur | Stadio Nazionale (268 spett.)\| Arbitro: \| Karaoglan \| |
| Arbitro:                                                           | Karaoglan       |               |          |                                                          |

#### Fase campionato
| Arbitro: | van der Eijk |

|                                             |           |  |
| Coulibaly 51’ Kakoullīs 81’, 90’ Alioum 86’ | Marcatori |  |

| Arbitro: | Spasjoņņikovs |

|                                           |           |             |
| Sigurpálsson 17’ Djurić 76’ Vatnhamar 83’ | Marcatori | 16’ Olaigbe |

| Arbitro: | Petřík |

|                           |           |  |
| Hansen 17’ Gunnarsson 23’ | Marcatori |  |

| Erevan 28 novembre 2024, ore 18:45 CET 4ª giornata | Noah     | 0 – 0 referto | Víkingur | Stadio repubblicano Vazgen Sargsyan (5 000 spett.)\| Arbitro: \| Antoniou \| |
| Arbitro:                                           | Antoniou |               |          |                                                                              |

| Arbitro: | Bilbija |

|                  |           |                        |
| Sigurpálsson 72’ | Marcatori | 62’ Kosugi 65’ Wikheim |

| Arbitro: | Al-Emara |

|              |           |                         |
| Ljubičić 26’ | Marcatori | 23’ (rig.) Sigurpálsson |

### Supercoppa d'Islanda
| Arbitro: | Kristjánsson |

|                                                    |                      |                                         |
| Helgason 1’ (aut.)                                 | Marcatori            | 13’ Sævarsson                           |
| Hansen Vilhjálmsson Sigurpálsson Gunnarsson Ekroth | Tiri di rigore 4 – 2 | Lárusson Pedersen A. Pálsson Sigurðsson |